# 악인전기
《악인전기》은 2023년 10월 14일부터 2023년 11월 13일까지 방송했던 Genie TV, ENA 일월 특별 기획 드라마였다.

## 프로그램 소개
절대 악인을 만난 생계형 변호사가 엘리트 악인으로 변모하는 이야기를 담은 범죄 느와르 드라마

## 제작진

### 극본
- 서희
- 이승훈

### 연출
- 김정민
- 김성민

## 등장 인물
- (†) 표시는 드라마 상에서 최종적으로 사망한 인물이다.

### 주요 인물
- 신하균 : 한동수 역 - 생면부지의 재소자에게 무작정 면회 신청을 해 일을 따내는 생계형 변호사, 평소 이성적이고 합리적이지만 내면에 잠재 되어 있는 욕망이 꿈틀거리며 악의 세계에 발을 딛는다. 범재의 이복 형.
- 김영광 : 서도영 역 (†) - 전직 야구선수 출신, 조직 넘버2. 겉모습은 완벽한 미남자이지만, 매끈한 얼굴 뒤에 잔인하고도 예측할 수 없는 광기가 숨어 있다.
- 신재하 : 한범재 역 (†) - 한동수의 이복동생이자 사건 브로커, 중고 컴퓨터가게에서 일하면서 돈 되는 사건들을 형에게 소개해 주다가 변해가는 형을 마주한다.

### 문 로펌
- 송영창 : 문상국 역
- 최병모 : 문해준 역
- 조달환 : 이선교 역

### 신남항운
- 주진모 : 김재열 역
- 곽진석 : 송용하 역

### 유성파
- 미상 : 김유성 역
- 배나라 : 권오재 역
- 문진승 : 허양호 역
- 최유하 : 박제이 역
- 박상원 : 상 우 역

### 경찰
- 권혁 : 마철진 역
- 황자능 : 오 순경 역

### 한동수 주변 인물
- 최정인 : 정혜영 역
- 길해연 : 이혜자 역
- 이강지 : 이석 역 (범재 친구)

### 기타 인물
- 미상 : 마트 점장의 아내 역
- 신문성 : 마트 점장 역
- 미상 : 야구 심판 역
- 미상 : 경찰서장 역
- 미상 : 은행장 역
- 최민철 : 식구파 보스 역
- 박재철 : 박시덕 역

## 시청률
최저 시청률과 최고 시청률은 시청률 조사회사와 지역별로 시청률에 차이가 있을 수 있습니다.
| 2023년 | 2023년    | 2023년         | 2023년         | 2023년       | 2023년 |
| 회차   | 방송일    | TNmS 시청률    | AGB 시청률     | AGB 시청률   |        |
| 회차   | 방송일    | 대한민국(전국) | 대한민국(전국) | 서울(수도권) |        |
| ------ | --------- | -------------- | -------------- | ------------ | ------ |
| 제1회  | 10월 14일 | %              | %              | %            |        |
| 제2회  | 10월 15일 | %              | %              | %            |        |
| 제3회  | 10월 22일 | %              | %              | %            |        |
| 제4회  | 10월 23일 | %              | %              | %            |        |
| 제5회  | 10월 29일 | %              | %              | %            |        |
| 제6회  | 10월 30일 | %              | %              | %            |        |
| 제7회  | 11월 5일  | %              | %              | %            |        |
| 제8회  | 11월 6일  | %              | %              | %            |        |
| 제9회  | 11월 12일 | %              | %              | %            |        |
| 제10회 | 11월 13일 | %              | %              | %            |        |